# Cuneiforma
Cuneiforma is een monotypisch mosdiertjesgeslacht uit de familie van de Bugulidae en de orde Cheilostomatida.

## Soorten
- Cuneiforma asymetrica d'Hondt & Schopf, 1985